# Браун, Имани Жаклин
Имани Жаклин Браун (род. в 1988) — американская исследовательница, активистка и художница из Нового Орлеана. Участвовала в биеннале Уитни в 2017. В том же году проживала в Уяздовском замке в Варшаве. Она использует свои исследования, чтобы глубже проникнуть в суть активизма, проявляя интерес к экономическим, социальным и экологическим нарушениям экстрактивизма.

## Карьера
Имани Жаклин окончила Колумбийский университет и Голдсмитский университет Лондона. Она является членом Forensic Architecture. Браун также участвует в следующих организациях: Open Society Foundation, Fossil Free Fest (FFF), Forensic Architecture, Royal College of Art и Occupy Museums.

### Исследования Фондов открытого общества
Она была исследовательницей Фондов открытого общества в 2019 году и продолжает уделять внимание общественно значимым интересам, в том числе борьбе с экономическим неравенством, создаваемым чрезмерным использованием ископаемого топлива. Имани изучает это неравенство с помощью картографических приемов, которым она научилась в студенческие годы. Мысли Браун об этом неравенстве связаны с тем, как оно позволяет корпорациям продолжать получать финансовую выгоду от других.

### Fossil Free Fest
Fossil Free Fest (FFF) — фестиваль, который предоставляет собой безопасное место для обсуждения того, какая часть потребностей сегодняшнего дня финансируется за счет средств тех, кто занимается добычей ископаемого топлива. Как его основательница и художественная руководительница, Браун считает, что «давать» ложится тяжелым бременем на общество, поскольку эти корпорации берут у окружающей среды; однако они возвращают обществу. Этот способ «благотворительности» является спорным, и именно поэтому Браун создала фестиваль Fossil Free Fest (FFF). В 2019 году Браун получила стипендию AFIELD за свою работу. Кроме того, Браун руководит этим фестивалем как частью «Антенны».

### «Судебная архитектура»
Агентство «Судебная архитектура» изучает и оценивает проблемы прав человека во всем мире. Как у научной сотрудницы по вопросам экономического неравенства, у Браун есть исследования на такие темы, как жестокость полиции, производство ископаемого топлива, несправедливая власть корпораций. В ходе своей работы она выявляет неравенство, существующее в обществе. В последней работе Браун «Жестокость полиции на протестах чернокожих людей, имеющих значение жизни» исследуется насилие, которое полиция применила во время протестов «Black Lives Matter». Далее она настаивает на необходимости изменений, чтобы исправить существующее в обществе неравенство.

### Программа экологической архитектуры Королевского колледжа искусств
Отделение Браун, Экологическая архитектура Королевского колледжа искусств, уделяет большое внимание тому, как системы окружающей среды, жизни и земли связаны друг с другом. Она установила, что корпорации извлекают выгоду из ископаемого топлива. В качестве приглашённого лектора Браун изучает и обсуждает, как экстрактивизм отображает правду об американском обществе. Эта «правда» — это постоянный капиталистический выигрыш, создаваемый за счет добычи природных ресурсов. Она отмечает, что её исследования проводятся в рамках «исследования общественных действий».

### Occupy Museums
«Захват музеев» — это собрание художников, которые являются частью движения «Захвати Уолл-стрит». Браун работала с другими художниками над Debtfair, совместным проектом, который демонстрирует влияние финансов на искусство художников.

## Прошлые проекты
В прошлом она была частью Blights Out и Antenna.

### Blights Out
Браун стал соучредителем Blights Out. Это скопление активистов, архитекторов и художников, которые хотят перемен с развитием жилищного строительства и перемещением населения. Эти люди хотят показать реальность и влияние джентрификации. В конце концов, Браун смог участвовать в проектах внутри организации. Эти проекты включали: 1731—2001, Живой глоссарий, Упадок для мэра и Упадок для президента.

### Antenna
Antenna — это организация, которая активно помогает писателям и художникам в Новом Орлеане, штат Луизиана. Таким образом организация намерена сохранить жизнь городской культуры Нового Орлеана. Браун была директором программ в Antenna и в конце концов основала фестиваль без топлива (FFF).

## Личная жизнь
Браун проявляет интерес к пленочной фотографии.